# Duderstadt
Duderstadt è una città di 20 097 abitanti della Bassa Sassonia, in Germania.

Già capoluogo dell'omonimo circondario, dal 1973 appartiene al circondario di Gottinga.
Duderstadt possiede lo status di "Comune indipendente" (Selbständige Gemeinde).
Comprende le frazioni (Ortsteil) di Breitenberg, Brochthausen, Desingerode, Esplingerode, Fuhrbach, Gerblingerode, Hilkerode, Immingerode, Langenhagen, Mingerode, Nesselröden, Tiftlingerode, Werxhausen e Westerode.

## Amministrazione

### Gemellaggi
- Combs-la-Ville
- Kartuzy

## Galleria d'immagini

Duderstadt
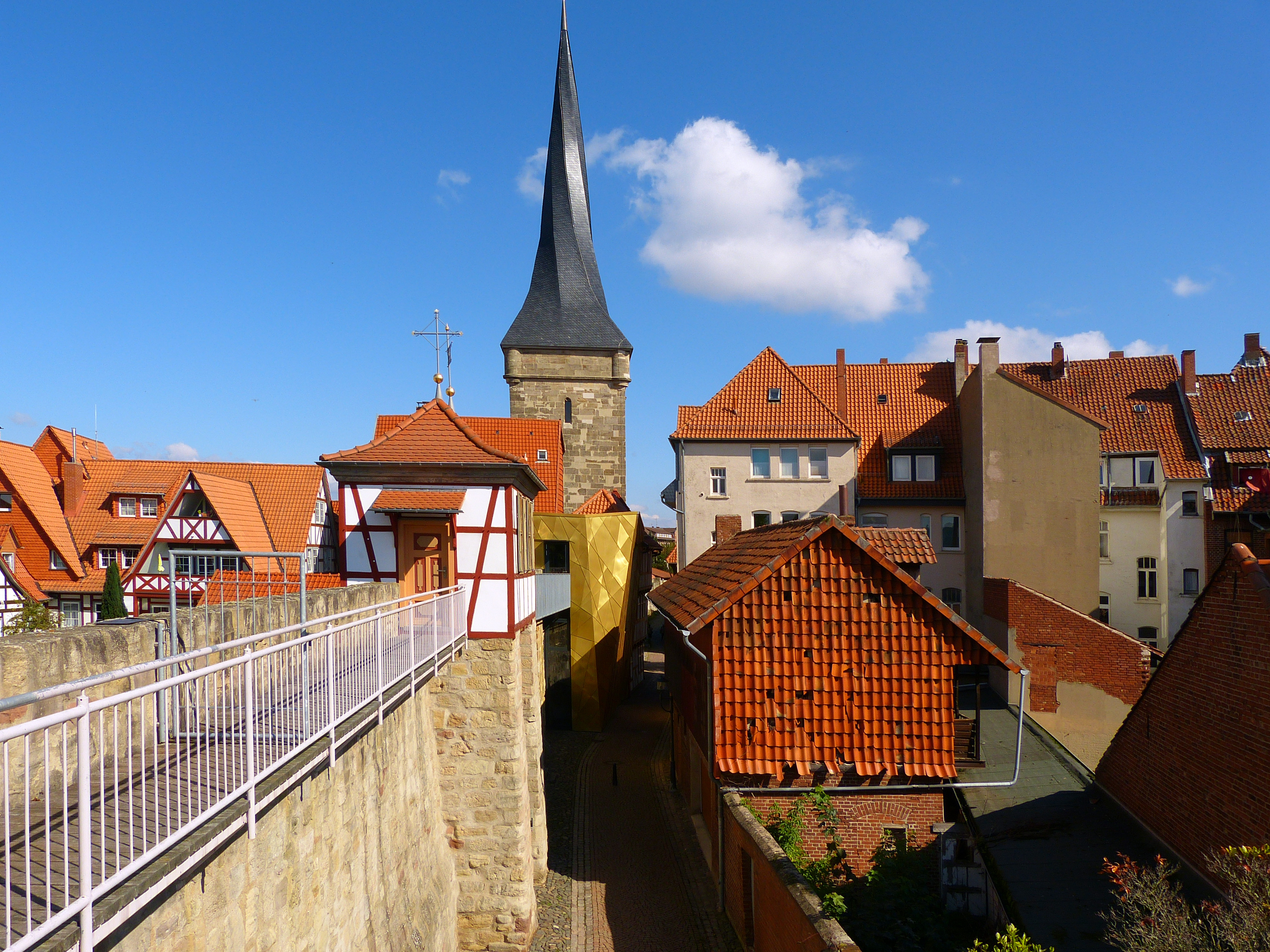
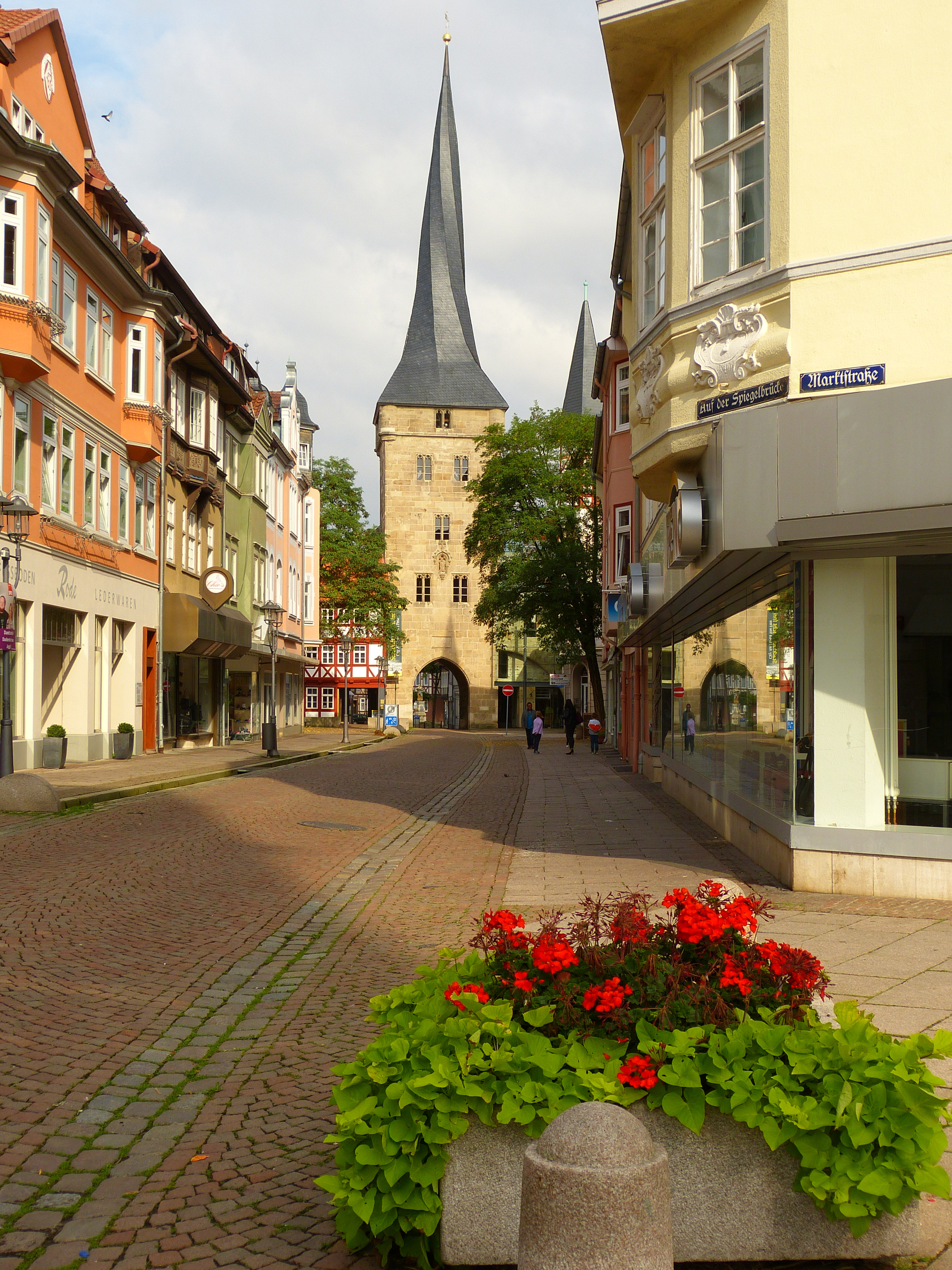
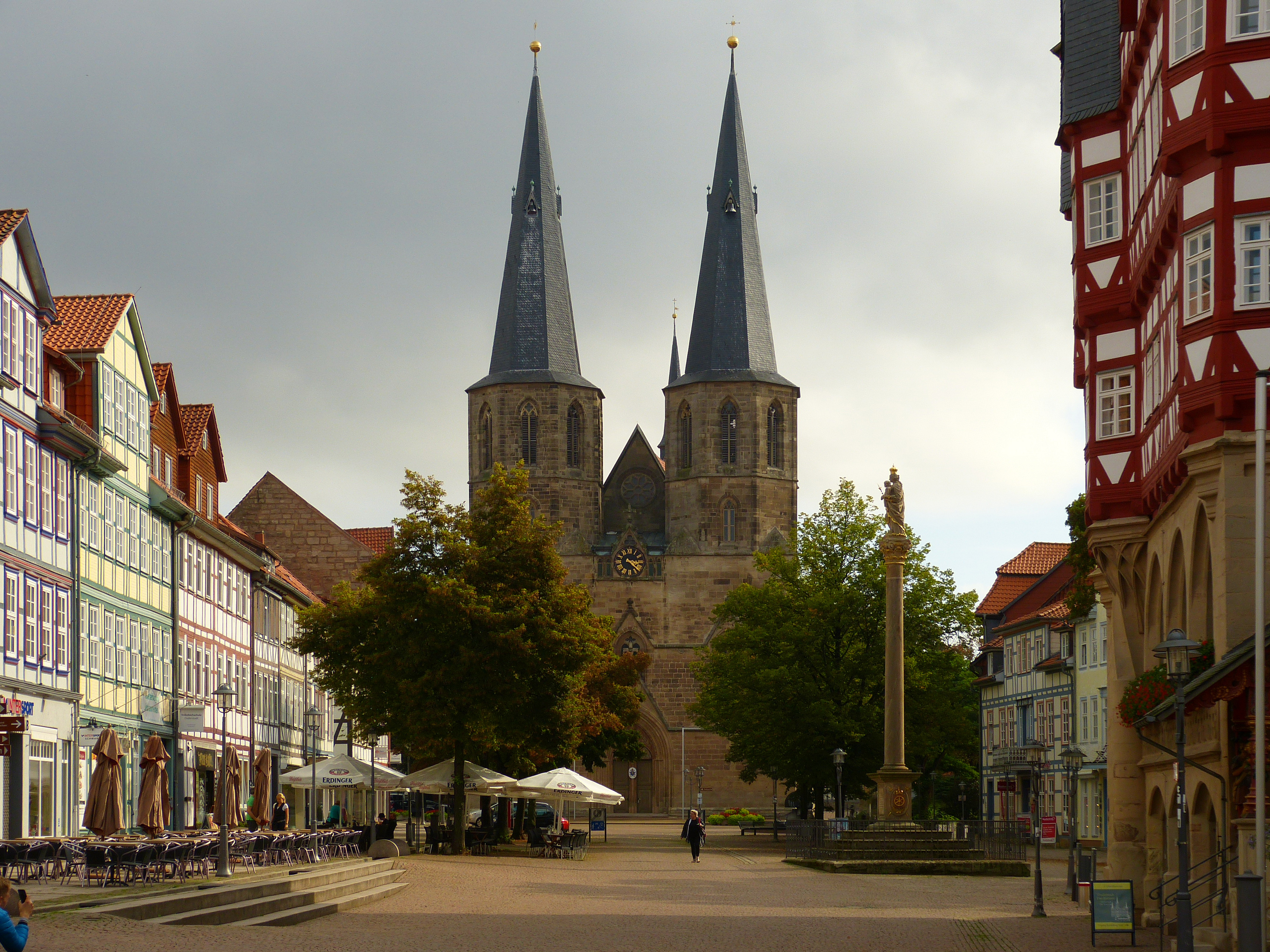
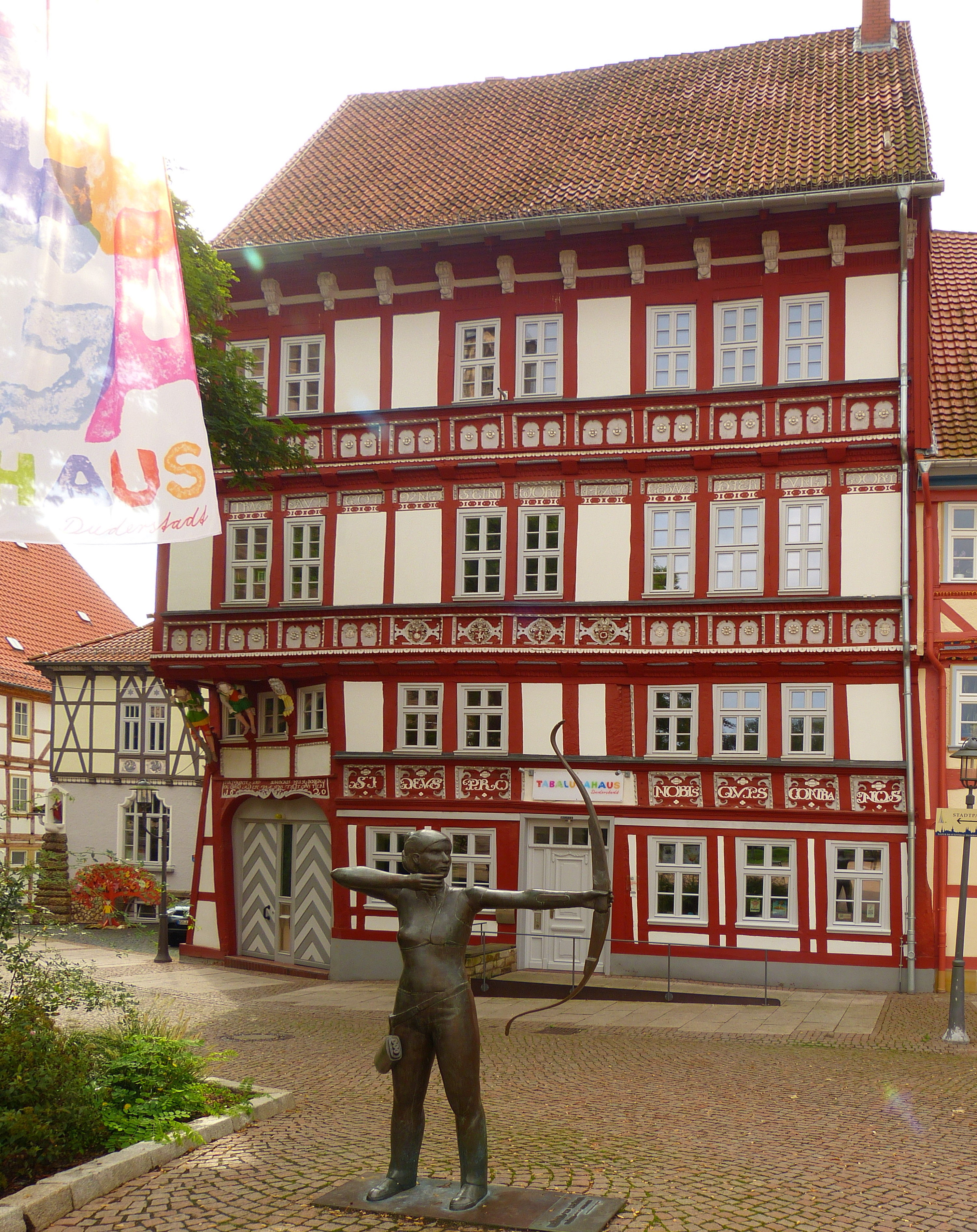
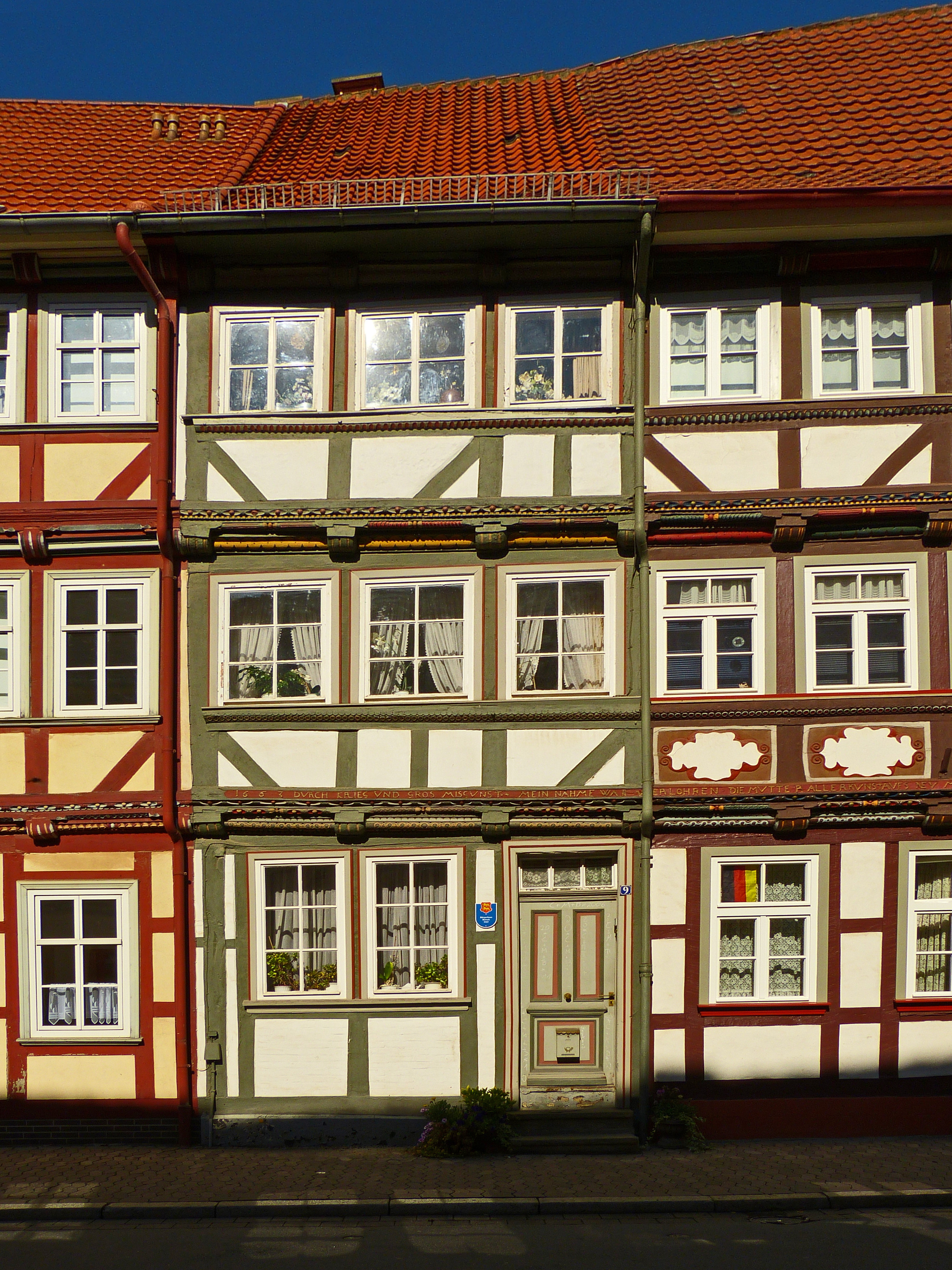
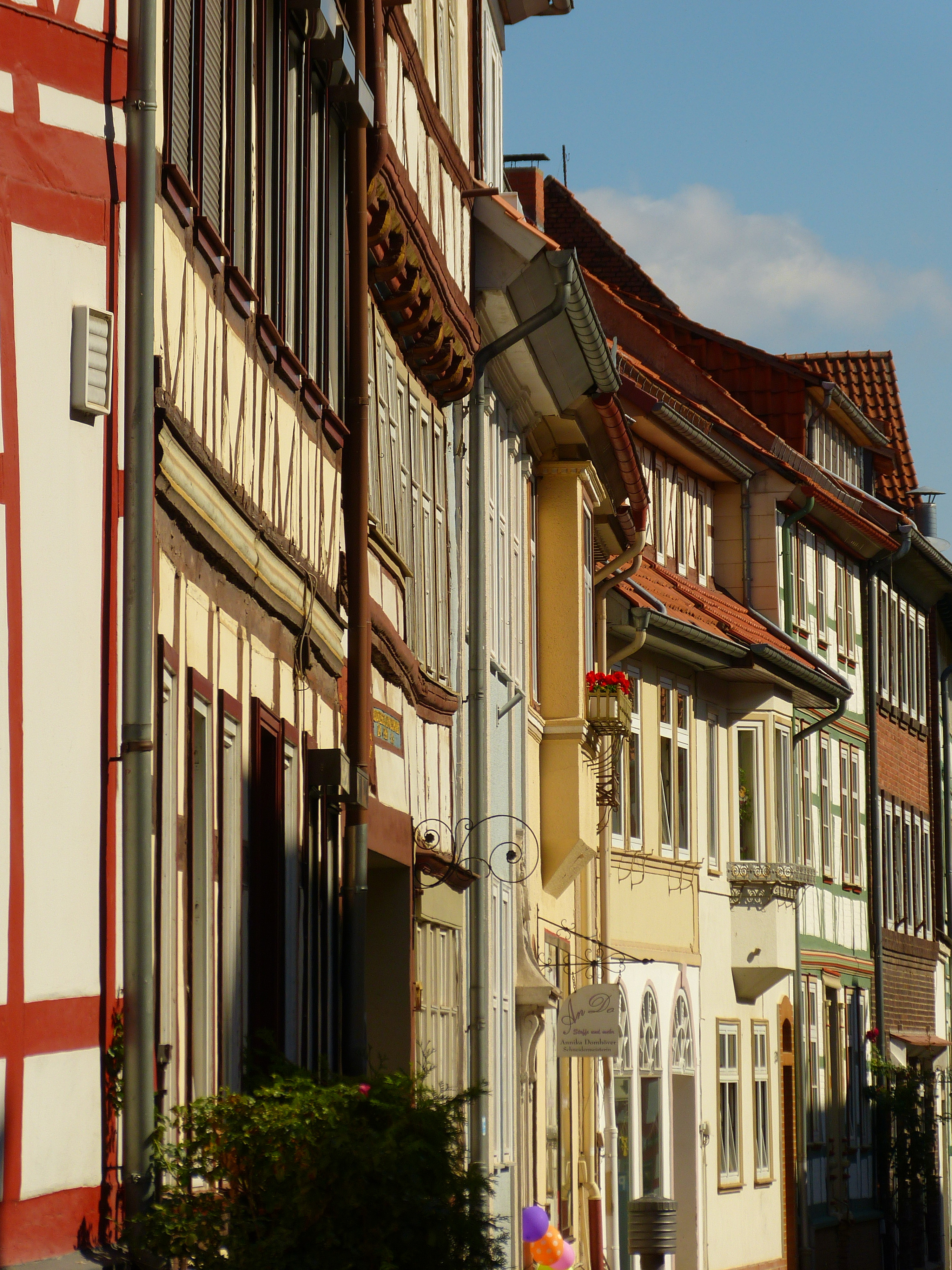
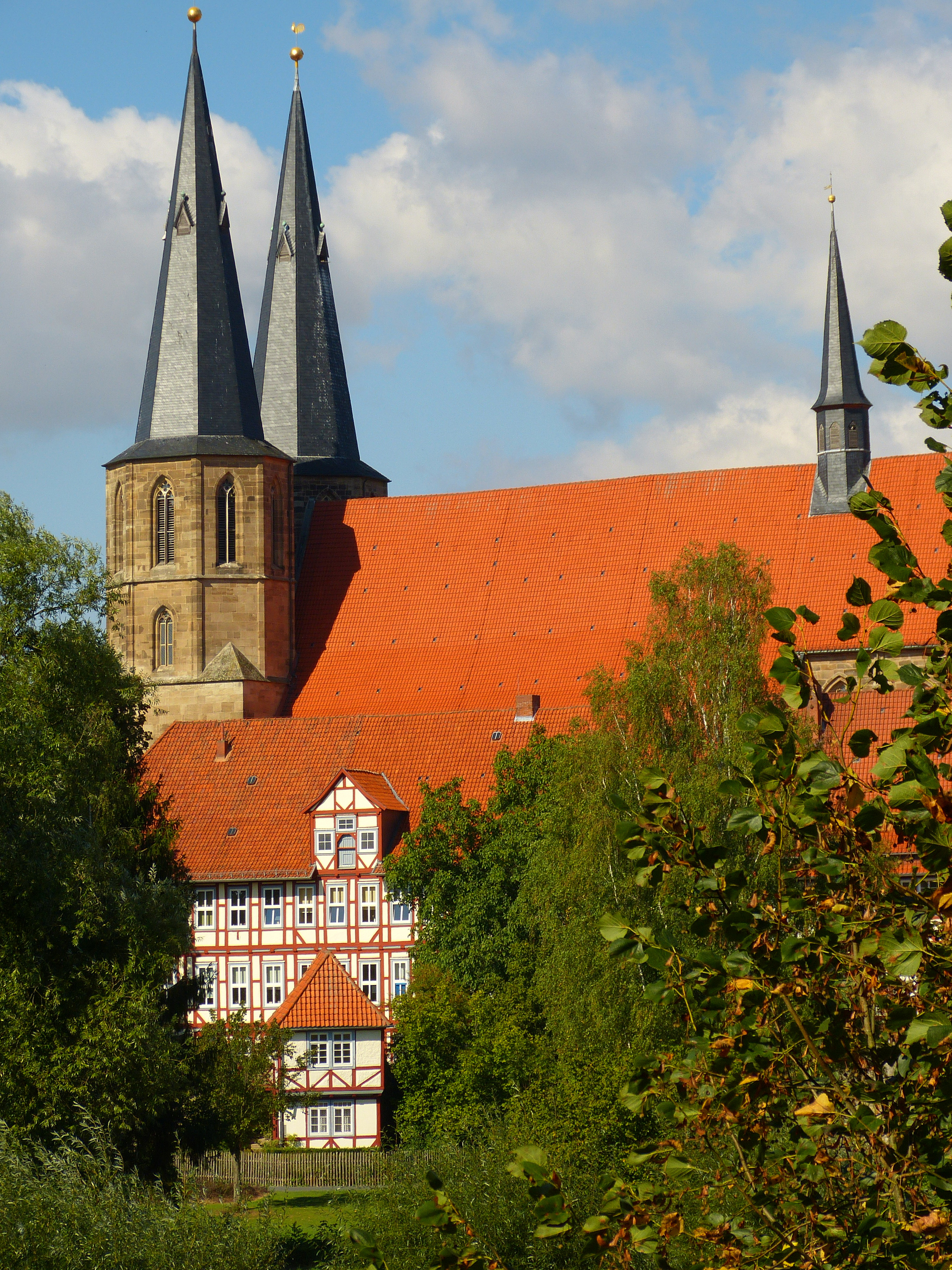
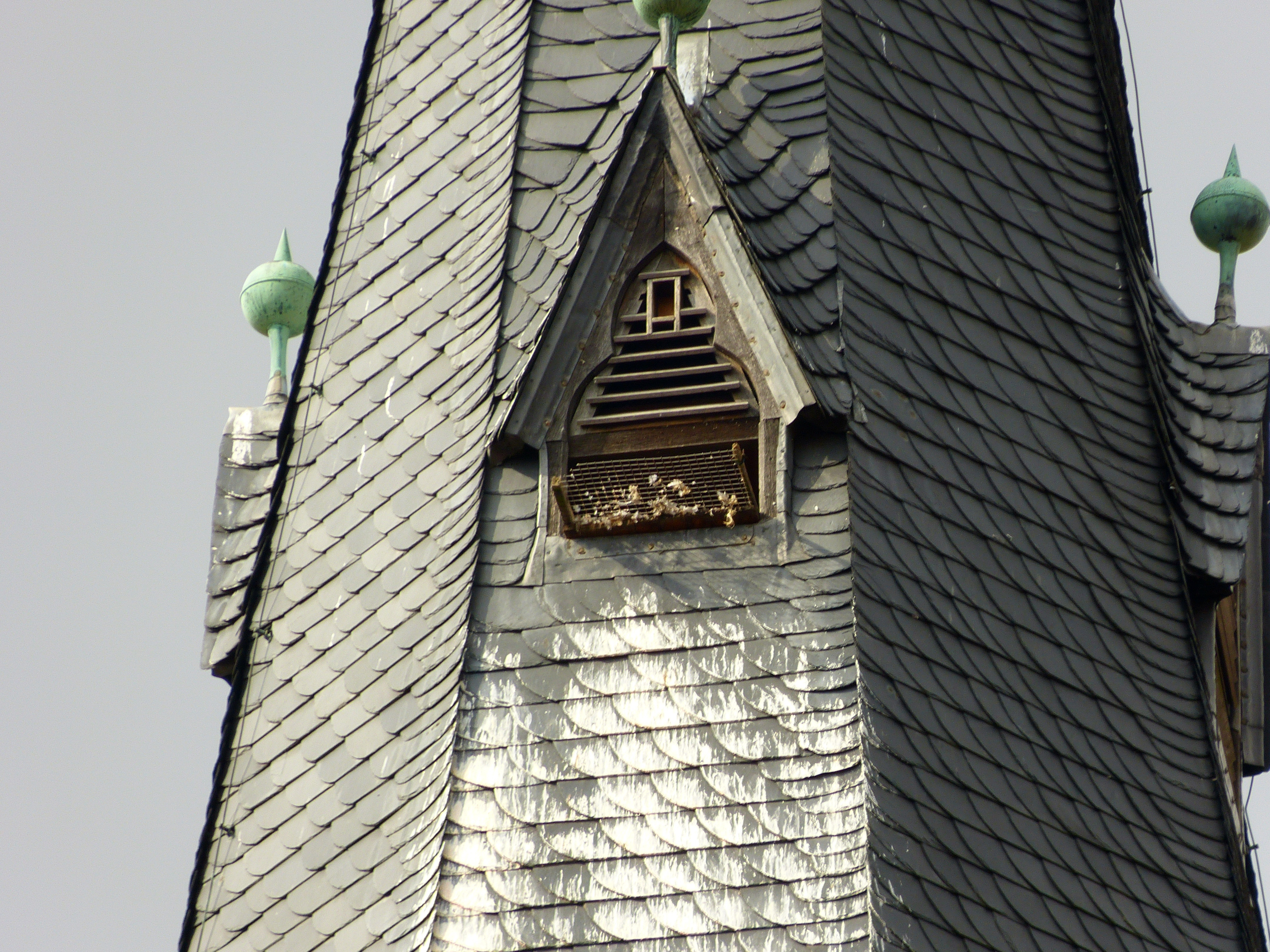